# Niels Ravn
Niels Ravn (født 19. juli 1910 i Follerup ved Børkop, død 22. august 2007) var en dansk dyrlæge og politiker, der var medlem af Folketinget for Det Konservative Folkeparti i Vejle Amtskreds fra 1957 til 1973.
Niels Ravn, der oprindeligt var praktisk uddannet indenfor landbruget, tog i 1940 dyrlægeeksamen fra Den Kgl. Veterinær- og Landbohøjskole. Han arbejdede en årrække som dyrlæge i Fredericia og blev i 1946 insemineringsdyrlæge ved Fredericiaegnens Kvægavlsforening. Her var han frem til 1958. Sideløbende drev han selv en gård. I 1944 var han med til at stifte Fredericia civile Hundeførerklub.
I 1957 blev han opstillet til Folketinget for Det Konservative Folkeparti i Fredericiakredsen. Han blev ikke indvalgt ved valget 14. maj samme år, men indtrådte i Folketinget 7. december 1957 idet han overtog mandatet fra sin partifælle Aage Petersen som var død dagen forinden. Han var fra 1960 opstillet i Koldingkredsen og forblev medlem af tinget frem til jordskredsvalget i 1973. I Folketinget var han blandt andet medlem af finansudvalget fra 1968.
Niels Ravn engagerede sig levende i debatten op til folkeafstemningen om jordlovene i 1963.